# Безумный Пьеро
«Безу́мный Пьеро́» (фр. Pierrot Le Fou) — франко-итальянский кинофильм 1965 года режиссёра Жан-Люка Годара, снятый по роману Лайонела Уайта «Одержимость» (Obsession, 1962).
Премьера фильма состоялась на Венецианском кинофестивале 1965 года.

## Сюжет
Фердинанд Гриффон (Жан-Поль Бельмондо) женат на богатой итальянке, особых чувств к которой не испытывает. Ему скучно в кругу знакомых, его утомляют одни и те же разговоры, но он слишком ленив, чтобы вырваться из этой среды. Таким его сделала обеспеченная и беспечная жизнь. Однажды он с женой собирается на ужин к её родителям, и их друг приводит свою знакомую, Марианну (Анна Карина), чтобы она присмотрела за их детьми. Марианна оказывается старой знакомой Фердинанда. В гостях он не задерживается и едет домой, где застаёт её. Они вспоминают прошлое и решают бросить всё и уехать вместе, чтобы почувствовать, наконец, вкус жизни. Марианна имеет связи с мафией, она совершает убийство одного из членов группировки, и они с Фердинандом угоняют автомобиль преступников, в багажнике которого находится чемодан с деньгами. Преследуемые полицией, они сжигают автомобиль, а вместе с ним и деньги мафии, и скрываются на безлюдном острове. Постепенно их жизнь опять становится однообразной, и они начинают понимать: их мало что связывает. Они покидают остров и снова отправляются на поиски приключений. В городе Марианна попадает в руки мафии и должна вернуть украденные деньги. Она снова совершает убийство и скрывается. Это может стоить жизни Фердинанду, но ему удаётся выпутаться. Через несколько месяцев он вновь встречает Марианну, которая предлагает ему выгодное дело: они с Фредом, которого она выдаёт за своего брата, продают его яхту и, получив деньги, избавляются от покупателей. Фердинанд соглашается, но после реализации преступного плана Марианна скрывается от него с Фредом. Фердинанд знает, где их искать, и отправляется на остров, где расправляется с ними, после чего обматывает себя динамитом и поджигает фитиль. Опомнившись в последний момент, он судорожно пытается потушить его, но не успевает.

## В ролях
| Актёр              | Роль                         |
| ------------------ | ---------------------------- |
| Жан-Поль Бельмондо | Фердинанд Гриффон, «Пьеро»   |
| Анна Карина        | Марианна Ренуар              |
| Грациэлла Гальвани | жена Фердинанда              |
| Дирк Сандерс       | Фред, брат Марианны          |
| Жан-Пьер Лео       | молодой человек в кинотеатре |
| Сэмюэл Фуллер      | камео                        |

## Творческая история

### Подготовка к съёмкам
Решение экранизировать детективный роман Лайонела Уайта «Одержимость» (Obsession, 1962) пришло к режиссёру во время съёмок фильма «Посторонние» (1964 год). В качестве исполнителей главных ролей рассматривались Ричард Бёртон с Анной Кариной или Мишель Пикколи с Сильви Вартан.
За почти год подготовительного периода Годар успевает снять «Замужнюю женщину» и «Альфавиль», а также развестись с Анной Кариной (которая, даже будучи в разводе, приняла участие в съёмках с Жан-Полем Бельмондо).

### Места съёмок
Съёмки продлились два месяца, начиная с мая 1965 года, и проходили на натуре или в реальных интерьерах. Съемочная группа преодолела маршрут от Лазурного берега до Парижа (в обратном порядке по отношению к развертыванию событий в фильме).

### Визуальное решение
«Безумный Пьеро» наряду с «Презрением» и «Уик-эндом» признаны наиболее яркими в визуальном плане работами Годара.
Съёмки осуществлялись в широкоэкранной анаморфированной системе Синемаскоп; эта картина Годара стала третьей из его работ, снятых в цвете (до этого были «Женщина есть женщина» и «Презрение»).

Символике и эмоциональному эффекту цвета здесь отводится огромное значение. Задаёт атмосферу триада основных цветов — насыщенных красного, синего и жёлтого. Такой подход с одной стороны обозначает влияние абстракционизма Никола де Сталя и поп-арта Энди Уорхола и Роя Лихтенштейна. Яркий пример — Бельмондо в финале, с раскрашенным синей краской лицом, обмотанный жёлтым и красным динамитом похож не на человека, а на абстрактное полотно. С другой стороны столь радикальное цветовое решение уподобляет историю диснеевским мультфильмам. Не случайно и кровь в фильме, которой по меркам тех лет довольно много, выглядит как краска. Годар так по этому поводу и говорил: 

«Это не кровь, просто красное»
Оригинальный текст (фр.)ça n’est pas du sang mais du rouge
 То есть визуальными средствами подчёркивается условность действия. То же происходит в сцене вечеринки, где световые фильтры помогают подчеркнуть искусственность происходящего. Если приводить примеры символики цвета в фильме, то частое сочетание в одном кадре красного, синего и белого отсылает к флагу Франции, тупику общественного развития которого и посвящён фильм.

Живопись фигурирует в фильме не только как ориентир для цветового решения, но и буквально. По ходу действия Годар использует знаменитые картины в трёх разных форматах: как открытки и плакаты на стенах, как репродукции в интерьерах и как короткие монтажные перебивки. В каждом случае живопись выявляет некоторое дополнительное значение происходящего, становясь или ассоциацией, или контрапунктом. Скажем, крупные планы героев несколько раз перебиваются живописными портретами, благодаря чему происходит соотнесение образов: крупный план Анны Карины сменяется портретом девочки Ренуара. Другой пример — в сцене встречи Пьеро и гангстеров вместо избиения героя мы видим женский портрет работы Пикассо. Во-первых, изображенная на нём становится как бы немым свидетелем насилия. Во-вторых, когда портрет переворачивается, мы понимаем, что герой потерпел поражение в рукопашной схватке. Действуя во вполне постмодернистском духе, то есть уравнивая высокое и низкое, Годар обращается не только к классической живописи. Помимо неё он также часто использует фрагменты журнальных обложек, комиксов, вывесок, эмблем и тому подобного.— Павел ОРЛОВ в статье «Как это снято: „Безумный Пьеро“»

### Цитаты и аллюзии
Кинокритик в прошлом, Годар делает в фильме отсылку к кинематографической классике. Присутствуют цитаты из «Пепе ле Моко» Жюльена Дювивье и «Германия, год нулевой» Роберто Росселлини. Герои упоминают вестерн Джонни Гитара, комиков Лорела и Харди.
Аналог сцены пытки в ванной можно найти в более ранней работе Годара под названием «Маленький солдат». Таким образом, в фильме присутствует и автоцитата.
В одном из эпизодов герой представляется именем венгерского оператора Ласло Ковача, а камео играет голливудский режиссёр Сэмюэл Фуллер.

## Отзывы
Премьерный показ состоялся в сентябре 1965 года в рамках 26-го Венецианского кинофестиваля, где был встречен достаточно враждебно. При этом картина стала самой успешной в творчестве Годара с точки зрения прокатной судьбы.
По данным агрегатора Rotten Tomatoes, «Безумный Пьеро» получил 86 % положительных отзывов на основе 44 рецензий с заключением Colorful, subversive, and overall beguiling, Pierrot le Fou is arguably Jean-Luc Godard’s quintessential work.
«Безумного Пьеро» называли одним из своих любимых фильмов Луи Арагон, Квентин Тарантино, Шанталь Акерман, Мигель Гомеш, Ксавье Долан.

#### Награды и номинации
Награды
- 1965: Премия «Sutherland Trophy» Британского института кино Жан-Люку Годару

Номинации
- 1965: Премия «Золотой лев» Венецианского кинофестиваля — Жан-Люк Годар
- 1967: Премия BAFTA лучшему зарубежному актёру — Жан-Поль Бельмондо

## Факты
- Для Жан-Поля Бельмондо «Безумный Пьеро» стал четвёртым и последним фильмом у Годара[1].
- Название фильма должно было вызвать у французских зрителей ассоциации со знаменитым налётчиком 1940-х годов — Пьером Лутрелем, он же «Пьеро Чокнутый» (фр. Pierrot le Fou), очень романтизированная версия подвигов которого изложена в фильме Жака Дерэ «Банда», снятом по роману Роже Борниша[источник не указан 1622 дня].
- В 1965 году человек по имени Безумный Пьеро, прототип главного героя, был настолько известен во Франции, что даже упоминания о нём были запрещены[3].